# DJ Quicksilver
DJ Quicksilver, pseudonimo di Orhan Terzi (Trebisonda, 28 giugno 1964), è un disc jockey turco di musica elettronica residente in Germania.
DJ molto famoso a livello mondiale e con un "energy electro" nel corpo (soprannominato così da molti dei suoi fan). Uno dei suoi mix più famosi è stato Ameno Remix (remix dell'omonima canzone scritta da Antonello de Sanctis con Eric Lévi, Franco Fasano e Massimiliano Cattapani e portata al successo dagli Era).

## Album
- Quicksilver
- Escape 2 Planet Love
- Clubfiles One

## Singoli
- Bingo Bongo Boing
- I have a dream/Bellissima
- Free
- Planet love
- Escape to paradise/Timerider
- Cosmophobia
- Ameno
- Boombastic
- New Life
- Bellissima
- Equinoxe 4
- USURA - Open Your Mind '97 (DJ Quicksilver Mix)
- Clubfiles one
- Trance Emotion
- Techno Macht Spass
- Arabic Mix
- X Files
- Synphonica
- Trance Atlantic Air Waves - Chase (Dj Quicksilver RMX)
- Eye Of The Tiger Part 2 (DJ Quicksilver and Persepolis)
- Mark Van Dale w Enrico - Water Verve (DJ Quicksilver Extended)
- Dj quicksilver feat. base unique - always on my mind
- Faithless - Insomnia DJ Quicksilver Remix 1995
- Dj Quicksilver - New Life